# Olympique Lyonnais tartalékcsapatok és akadémia
Az Olympique Lyonnais tartalékcsapatok és akadémia a Franciaországban, Lyonban található Olympique Lyonnais utánpótlásának összefoglaló neve. A tartalékcsapat a francia negyedosztályban szerepel, ez a legmagasabb osztály, ahol tartalékcsapatként részt vehet.

## Tartelékcsapat keret
2018–19-es keret
| #  |     | Poszt | Név                     |
| -- | --- | ----- | ----------------------- |
|    | FRA | K     | Lucas Margueron         |
| 40 | FRA | K     | Dorian Grange           |
|    | CAN | V     | Zachary Brault-Guillard |
|    | FRA | V     | Melvin Bard             |
|    | FRA | V     | Mathis Louiserre        |
|    | FRA | V     | Quentin Veira           |
|    | FRA | V     | Issiar Dramé            |
|    | FRA | V     | Pierre Kalulu           |
|    | BEL | KP    | Yaya Soumare            |
|    | FRA | KP    | Oliver Kemen            |
|    | FRA | KP    | Hamza Rafia             |
|    | FRA | KP    | Maxence Caqueret        |

| # |     | Poszt | Név                     |
| - | --- | ----- | ----------------------- |
|   | FRA | KP    | Lilian Perrier          |
|   | FRA | KP    | Paul Devarrewaere       |
|   | SEN | KP    | Ousseynou Ndiaye        |
|   | FRA | KP    | Cédric Sofian Augarreau |
|   | FRA | CS    | Yassin Fekir            |
|   | FRA | CS    | Lenny Pintor            |
|   | ENG | CS    | Reo Griffiths           |
|   | FRA | CS    | Theo Ndicka Matam       |
|   | FRA | CS    | Titouan Thomas          |
|   | FRA | CS    | Thomas Oualembo         |
|   | FRA | CS    | Yann Kitala             |

### Korábbi akadémisták

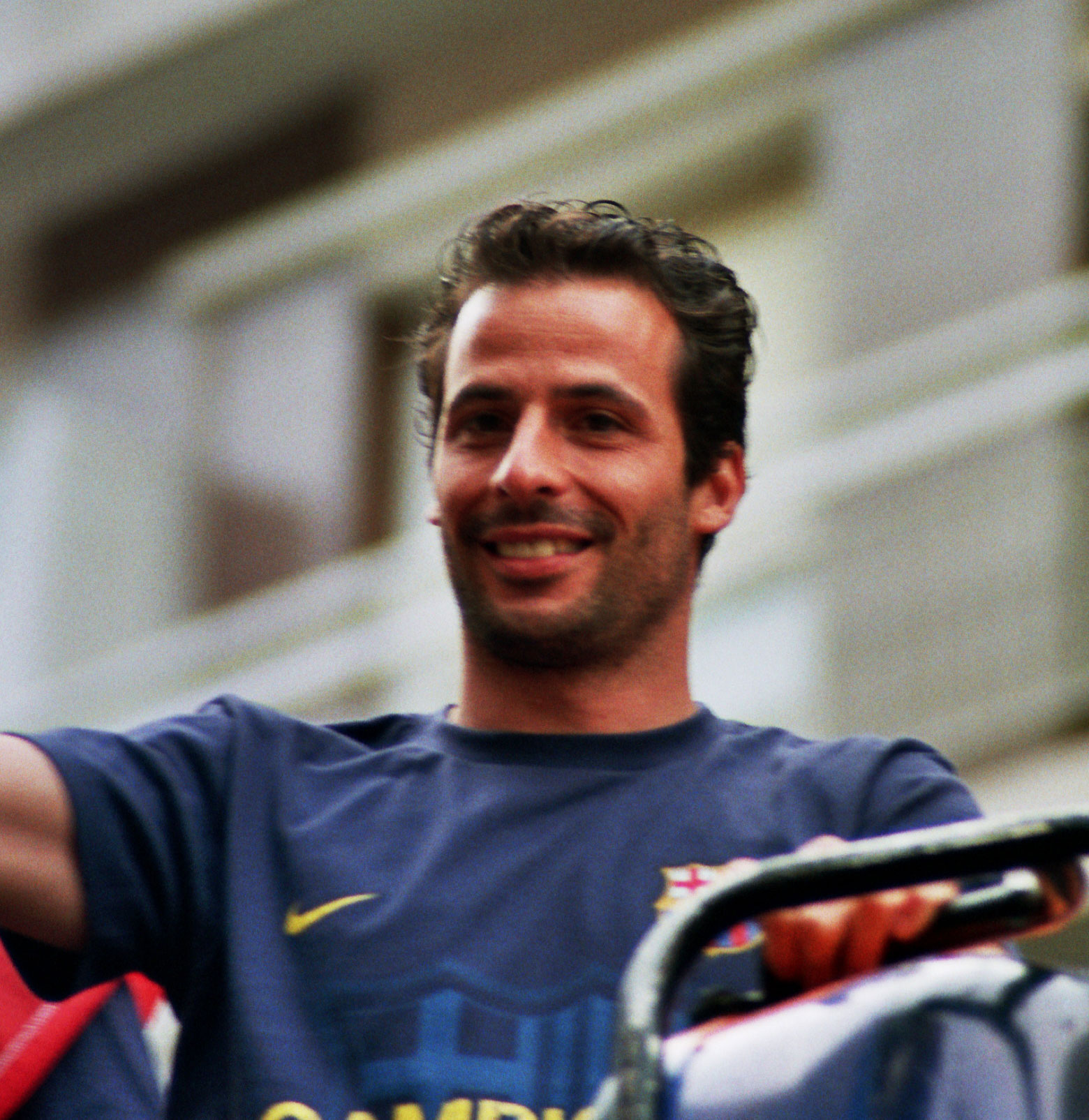
Ludovic Giuly, korábbi Lyon-akadémista

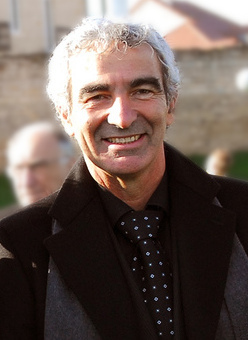
Raymond Domenech, a francia labdarúgó-válogatott korábbi szövetségi kapitánya

| Franciaország - Marcel Aubour - Nabil Fekir - Corentin Tolisso - Jordan Ferri - Florent Balmont - Cédric Bardon - Xavier Barrau - Hatem Ben Arfa - Mourad Benhamida - Karim Benzema - Grégory Bettiol - Bryan Bergougnoux - Jérémy Berthod - Jérémie Bréchet - Francois Clerc - Johann Charpenet - Jérémy Clément - Renaud Cohade - Laurent Courtois - Fleury Di Nallo - Raymond Domenech - Julien Escudé - Fabrice Fiorèse - Rémi Garde - Ludovic Giuly - Maxime Gonalons - Hérold Goulon - Sidney Govou - Clément Grenier - David Hellebuyck - Kévin Jacmot - Warren Jacmot - Franck Jurietti - Alexandre Lacazette | - Bernard Lacombe - Florent Laville - David Linarès - Steed Malbranque - Florian Maurice - Anthony Mounier - Bruno N’Gotty - Jérémy Pied - Damien Plessis - Loïc Rémy - Remy Riou - Samuel Umtiti - Pierrick Valdivia Afrika - Abd el-Káder Gezál - Yacine Hima - Khaled Lemmouchia - Joseph-Désiré Job - Clinton N'Jie - Kelly Youga - Jamal Alioui - Frédéric Kanouté - Demba Touré - Ludovic Assemoassa A világ többi része - Francesco Migliore - Philippe Paoli - Anthony Lopes |